# Runenstein von Lifsinge
Der Runenstein von Lifsinge (Sö 9) ist ein Runenstein in Lifsinge, in der Gemeinde Gnesta in Södermanland in Schweden, der zu den 26 sogenannten Ingvarsteinen (schwedisch Ingvarsstenar) gehört.
Der Runenstein wurde 1857 von Freiherr von Stjernstedt auf dem sogenannten Herrmanshagen zwischen Nibble und Lifsinge als fünf Fragmente entdeckt. Er wurde 1899 von Erik Brate repariert und 1934 in der Nähe der Fundstelle wieder errichtet. Ein Fußweg zwischen Nibble und Lifsinge führt in der Nähe des Steins vorbei, der etwa 500 m südöstlich vom Stein Sö 8 steht. Der Stein aus Granit ist etwa 2,0 m hoch, 1,4 m breit und 0,35 m dick.
Das Motiv besteht aus zwei mit den Schwanzenden verknoteten Schlangenbändern (statt eines Irischen Koppels), in Vogelperspektive die ein christliches Tatzenkreuz  umschließen. Das Kreuz mit Anklängen an den Ringerikestil gestaltet, hat auch Runen zwischen den Kreuzarmen.
Der Text lautet: Bergvid und Helga errichteten diesen Stein für Ulf, ihren Sohn. Er starb mit Ingvar. Gott helfe Ulv Seele.
In Lifsinge befindet sich der Runenritzung an der Trosa bro Sö 39, einer der Ostsee-Runensteine.